# 萊瓦亞利亞斯納亞河
52°26′24″N 23°54′31″E / 52.4400°N 23.9087°E
萊瓦亞利亞斯納亞河是白俄羅斯的河流，位於該國西部布列斯特州，流經普魯扎內區和卡緬涅茨區，河道全長50公里，流域面積750平方公里‵，河口處在卡緬涅茨附近。